# Joelija Hatowka
Joelija Hatowka (Wit-Russisch: Юлія Гатоўка) (Plieščanicy, 24 april 2000) is een tennisspeelster uit Wit-Rusland. Hatowka begon met tennis toen zij vijf jaar oud was. Haar favoriete ondergrond is hardcourt. Zij speelt rechtshandig en heeft een tweehandige backhand.

## Loopbaan

### Enkelspel
Hatowka debuteerde in 2016 op het ITF-toernooi van Minsk (Wit-Rusland). Zij stond in 2017 voor het eerst in een finale, op het ITF-toernooi van Minsk – zij verloor van Française Manon Arcangioli. In 2018 veroverde Hatowka haar eerste titel, op het ITF-toernooi van Sharm-el-Sheikh (Egypte), door Russin Anastasija Potapova te verslaan. Tot op heden(januari 2022) won zij tien ITF-titels, de meest recente in 2021 in Karaganda (Kazachstan).
In 2021 kwalificeerde Hatowka zich voor het eerst voor een WTA-hoofdtoernooi, op het toernooi van Straatsburg – zij verloor in de eerste ronde van de Belgische Maryna Zanevska.

### Dubbelspel
Hatowka is in het dubbelspel minder actief dan in het enkelspel. Zij debuteerde in 2016 op het ITF-toernooi van Minsk (Wit-Rusland), samen met landgenote Nika Sjytkowskaja. Zij stond in 2018 voor het eerst in een finale, op het ITF-toernooi van Sharm-el-Sheikh (Egypte), samen met landgenote Iryna Sjymanovitsj – zij verloren van het duo Emilie Francati en Britt Geukens. Een week later veroverde Hatowka haar eerste titel, op dezelfde locatie, samen met de Taiwanese Lee Pei-chi, door het duo Laura-Ioana Andrei en Julia Terziyska te verslaan. Tot op heden(januari 2022) won zij vijf ITF-titels, de meest recente in 2020 in Monastir (Tunesië).

### Tennis in teamverband
In 2021 maakte Hatowka deel uit van het Wit-Russische Fed Cup-team, en speelde daarbij één partij in de Wereldgroep.

## Posities op deWTA-ranglijst
Positie per einde seizoen:
| jaar | rang enkelspel | rang dubbelspel |
| ---- | -------------- | --------------- |
| 2016 | –              | 1129            |
| 2017 | 851            | 1129            |
| 2018 | 361            | 659             |
| 2019 | 409            | 467             |
| 2020 | 420            | 432             |
| 2021 | 187            | 492             |